# Abaisse
Pour l’article ayant un titre homophone, voir Abbesse.

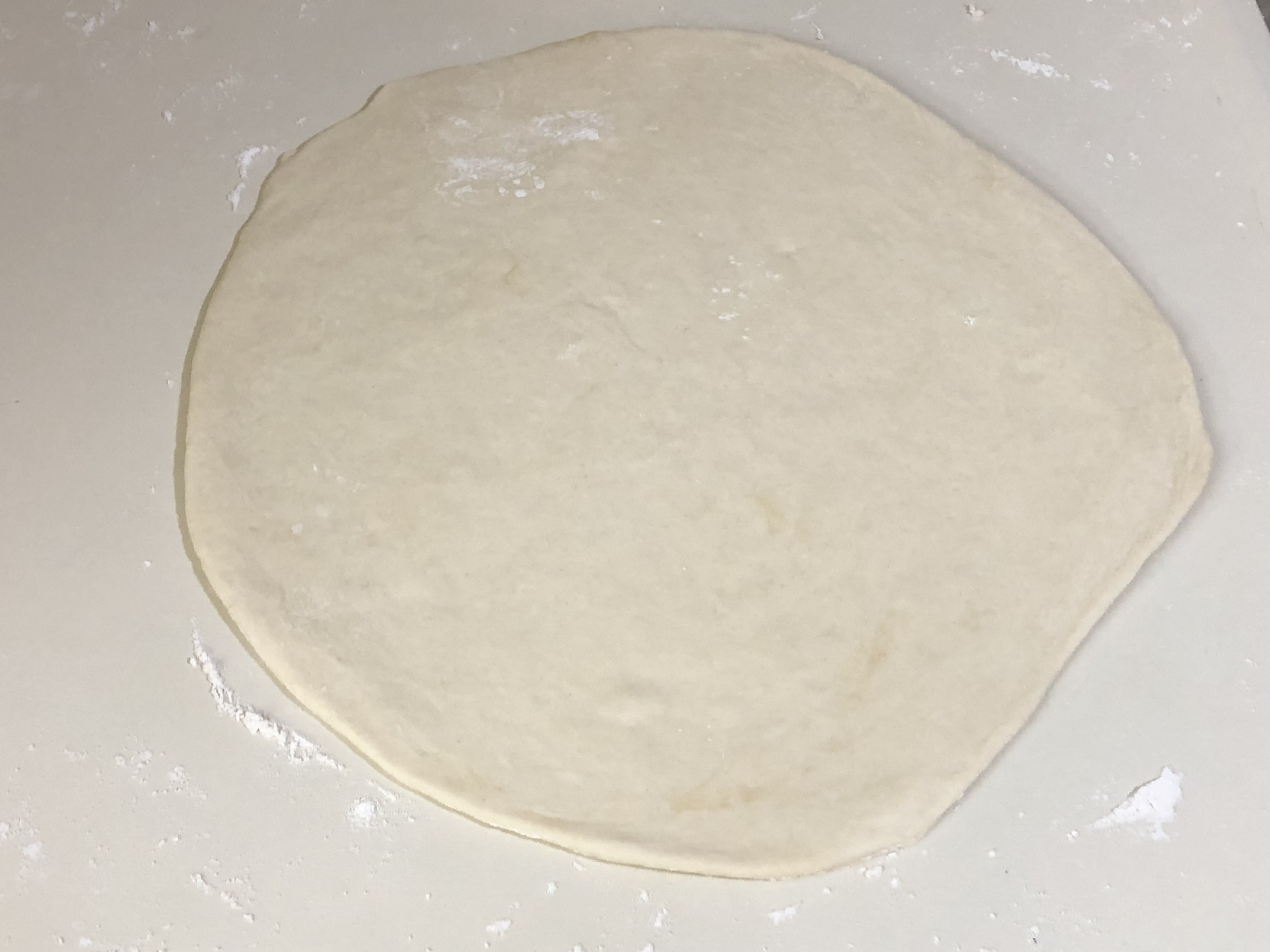
Abaisse

En cuisine et en pâtisserie, une abaisse est une pièce de pâte aplatie, généralement au rouleau à pâtisserie ou au laminoir.
En cuisine, le terme culinaire de cette action est abaisser.